# ジョン・ハートリー
ジョン・ハートリー（John Hartley, 1849年1月9日 - 1935年8月21日）は、イングランド・シュロップシャー郡出身の男子テニス選手。フルネームは John Thorneycroft Hartley （ジョン・ソーニークロフト・ハートリー）という。彼は教会の聖職者であったことから、テニス文献にも Rev. John Thorneycroft Hartley （ジョン・ハートリー牧師）と記載されている。（Rev. ＝Reverend, 教会牧師）
ウィンブルドン選手権第3回・第4回優勝者。グランドスラムで初の連覇・2度の優勝を果たした選手である。

## 経歴
ジョン・ハートリーは若い頃、1869年に「オックスフォード大学ラケット選手権」で優勝し、翌1870年に同大学のテニス選手権で優勝したことがある。1872年から1874年までは教会牧師の補佐を務め、1874年から司教代理になった。世界最古のテニス・トーナメントであるウィンブルドン選手権は、1877年に第1回大会が行われた。第2回大会以後は、「チャレンジ・ラウンド」（挑戦者決定戦）から「オールカマーズ・ファイナル」（大会前年優勝者とチャレンジ・ラウンド勝者で優勝を争う）への流れで優勝者を決定した。司教代理だったハートリーは、1879年に第3回大会の男子シングルス優勝者になった。土曜日にC・G・ヒースコートとの準々決勝に勝った後、当時30歳の司教代理は日曜日のミサの仕事をするため、ヨークシャーの北にあった自分の教会区に戻り、月曜日の朝にウィンブルドンの会場に戻った。ぎりぎりで準決勝の試合開始時間に間に合った彼は、その試合に勝って決勝戦に進んだ。決勝戦の相手は、アイルランドのビアー・セント・レジャー・グールド（1853年 - 1909年）であった。ハートリーはグールドを 6-2, 6-4, 6-2 で破って「チャレンジ・ラウンド」を制したが、大会前年優勝者フランク・ハドーが出場しなかったため「オールカマーズ・ファイナル」がなくなり、ハートリーが第3回大会の優勝者になった。
1880年の第4回大会では、ハートリーは前年優勝者として「チャレンジ・ラウンド」の勝者を待ち、「オールカマーズ・ファイナル」でハーバート・ローフォードを 6-3, 6-2, 2-6, 6-3 で破って2連覇を果たした。しかし、1881年のオールカマーズ・ファイナルで、ハートリーはウィリアム・レンショーからわずか2ゲームしか奪えずに 0-6, 1-6, 1-6 で完敗した。2年後の1883年には、2回戦でハーバート・ウィルバーフォース（1864年 - 1941年）に 6-4, 5-6, 2-6, 4-6 の早期敗退を喫してしまう。この試合を最後に、ハートリーはウィンブルドン選手権から退き、以後は教会牧師の仕事に専念した。
1926年にウィンブルドン選手権の創設50周年式典が催され、ハートリーは歴代優勝者の1人として記念メダルを授与された。1935年8月21日、ジョン・ハートリーはイングランド・ヨークシャーのネアズバラで86年の生涯を閉じた。